# Родій
Родій (Rh) — хімічний елемент з атомним номером 45, а також його проста речовина — сріблястий блискучий метал, що належить до платинових металів.
Це рідкісний і розсіяний елемент. У природі є один стабільний ізотоп 103Rh. Родій хімічно пасивний. Густина 12410 кг/м3; tплав 1963 °С; tкип 3700 °С.

## Історія
Відкритий Вільямом Волластоном 1804 року під час вивчення самородної південноамериканської платини. Розчинивши платину в царській воді, Волластон помітив, що вона набула рожевого кольору. Цей колір зберігся після осадження платини і паладію. Виділивши з розчину темно-червоний порошок, він пропік його у водневій атмосфері, отримавши важкий сріблястий метал.
Назва походить від грецького грец. ροδον — рожевий, оскільки багато його сполук мають рожевий колір.

## Властивості
Родій — важкий перехідний метал, платиноїд. У порошкоподібному вигляді має темний колір (родієва чернь), а при сплавлянні — сріблястий блиск. Густина родію — 12,41 г/см³, температура плавлення — 2233 К, кипіння — 3973 К. Головною особливістю родію є його висока стійкість до хімічного і механічного впливу, що, втім, сильно залежить від його чистоти.
Модуль пружності родію за нормальних умов становить 38,64 МПа, модуль зсуву — 4,2 МПа, твердість за Брінеллем — 989,8 МПа. Має дуже малу леткість — навіть знаходячись у вакуумі за високої температури.
Енергії іонізації: 7,46, 18,07 і 31,05 еВ.
Питомий опір — 4,33×10−8 Ом·м, температурний коефіцієнт електричного опору — 0,00457 К−1. Магнітна проникність — 0,9903×10−6 (у гаусових одиницях), тобто родій є парамагнетиком.
На відміну від багатьох інших металів, родій не має різних алотропічних форм — єдина ґратка, яку він утворює, це кубічна гранецентрована з періодом 0,3803 нм.
У видимому спектрі відбивна здатність родія складає 80 % і зростає при збільшенні довжини хвилі, досягаючи 95 % для мікрохвильового випромінення.
Як і інші метали цієї групи він вкрай малоактивний. У вигляді губки або зливка не окислюється на повітрі. З киснем починає взаємодіяти лише за температури вище 1100 °C. С хлором взаємодіє за 250 °C, з бромом — за більш високих температур. З фтором майже не взаємодіє навіть за температури червоного каління. Майже не взаємодіє з кислотами — як розведеними так і концентрованими. Не розчиняється у царській воді.
У сполуках зазвичай має ступінь окиснення +3, рідше +1, +2, +4 або +6.
У виді порошку поглинає водень (у тисячі разів більше за власний об'єм).

## Ізотопи
Існує один природний ізотоп родію, 103Rh. Крім нього штучно були отримані 58 нестабільних ізотопів з масовими числами від 89 до 126. 21 цих ізотопів — метастабільні. Найбільш довгоживучими з них є 102Rh(метастабільний ізотоп з цим масовим числом живе 3,7 років, а звичайний — 207 днів) і 101Rh (період напіврозпаду — 3,3 роки).

## Розповсюдження
Середній вміст родію у земній корі 10-7 % за масою. Вміст родію підвищений в ультраосновних вивержених породах. Власних мінералів родій не має. Міститься у вигляді ізоморфної домішки в мінералах самородної платини і групи осмистого іридію (до 3,3 %), а також в мідно-нікелевих рудах. Рідкісний різновид осмистого іридію — родієвий нев'янськіт — найбагатший на родій мінерал (до 11,3 % родію).

## Видобуток
Найбільшим постачальником родію є Південно-Африканська Республіка, що видобуває майже 80 % усього родію в світі. Також в трійку лідерів за видобутком входять Росія і Зімбабве.
Родій є одним з продуктів розпаду урану, тому в значних кількостях утворюється в ядерних реакторах. За деякими оцінками, очищення відпрацьованого ядерного палива могло б майже повністю задовольнити світову потребу в родії.

## Отримання
Отримання родію, як й інших платинових металів, — дуже трудомісткий процес. Труднощі полягають у доволі слабкій реакційній здатності платинових елементів, які дуже важко розділити. Родій добувають із анодних відходів під час виробництва міді й нікелю. Їх (відходи) обробляють царською водою, при цьому Ag, Au, Pt, Pd переходять у розчин, а Os, Ir, Rh залишаються в осаді (родій у вигляді хлориду). 
Осад сплавляють із гідрогенсульфатом натрію й переводять родій у водорозчинний Rh2(SO4)3. Осаджують його лугом у Rh(OH)3, потім дією соляної кислоти переводять у H3[RhCl6] і знову осаджують дією нітриту натрію з хлоридом амонію у (NH4)3[Rh(NO2)6] і переводять у (NH4)3[RhCl6] — комплекс, який відновлюють воднем до металу.
{\displaystyle \mathrm {2\ {(NH_{4})}_{3}{[RhCl_{6}]+3\ H_{2}}\longrightarrow } } {\displaystyle \mathrm {2\ Rh+6\ NH_{4}^{+}+6\ Cl^{-}+6\ HCl} }

## Застосування
У 2018 році світове споживання родію склало 21,5 тонну. Ціна родію у тому ж році складала 1700-2700 доларів за унцію (тобто, 55-85 тисяч доларів за кілограм). Ціна на родій сильно коливається — в 2021 році вона становила 29500 доларів за унцію.

### Каталізатори
Родій і його сплави є каталізаторами у багатьох реакціях. Найбільш масово він використовується для виробництва каталітичних нейтралізаторів, що перетворюють чадний газ і оксиди азоту на воду, азот, кисень і вуглекислий газ — на ці потреби йде близько 80 % усього світового видобутку родію. Серед інших реакцій, що каталізуються родієм, можна виділити карбонілювання бутадієну, гідрування алкенів (за допомогою каталізатора Вілкінсона), отримання азотної кислоти з аміаку і кисню, утворення оцтової кислоти з метанолу (процес Монсанто).
У деяких каталізаторах використовуються сплави родію з платиною і паладієм.
Платинові каталізатори, що використовуються для прискорення таких реакцій як процес Андруссова, що проходять за великих температур, виготовляють з додаванням родію для більшої стійкості.

### Виробництво скла
Платина і родієво-платинові сплави погано змочуються розплавленим склом, тому з них виготовляють обладнання для високотехнологічного склярства, наприклад, фільєри для виготовлення скловолокна або плоскопанельних дисплеїв. Родій у цих сплавах додає фільєрам міцності і запобігає їх повзучій деформації.

### Ювелірна справа

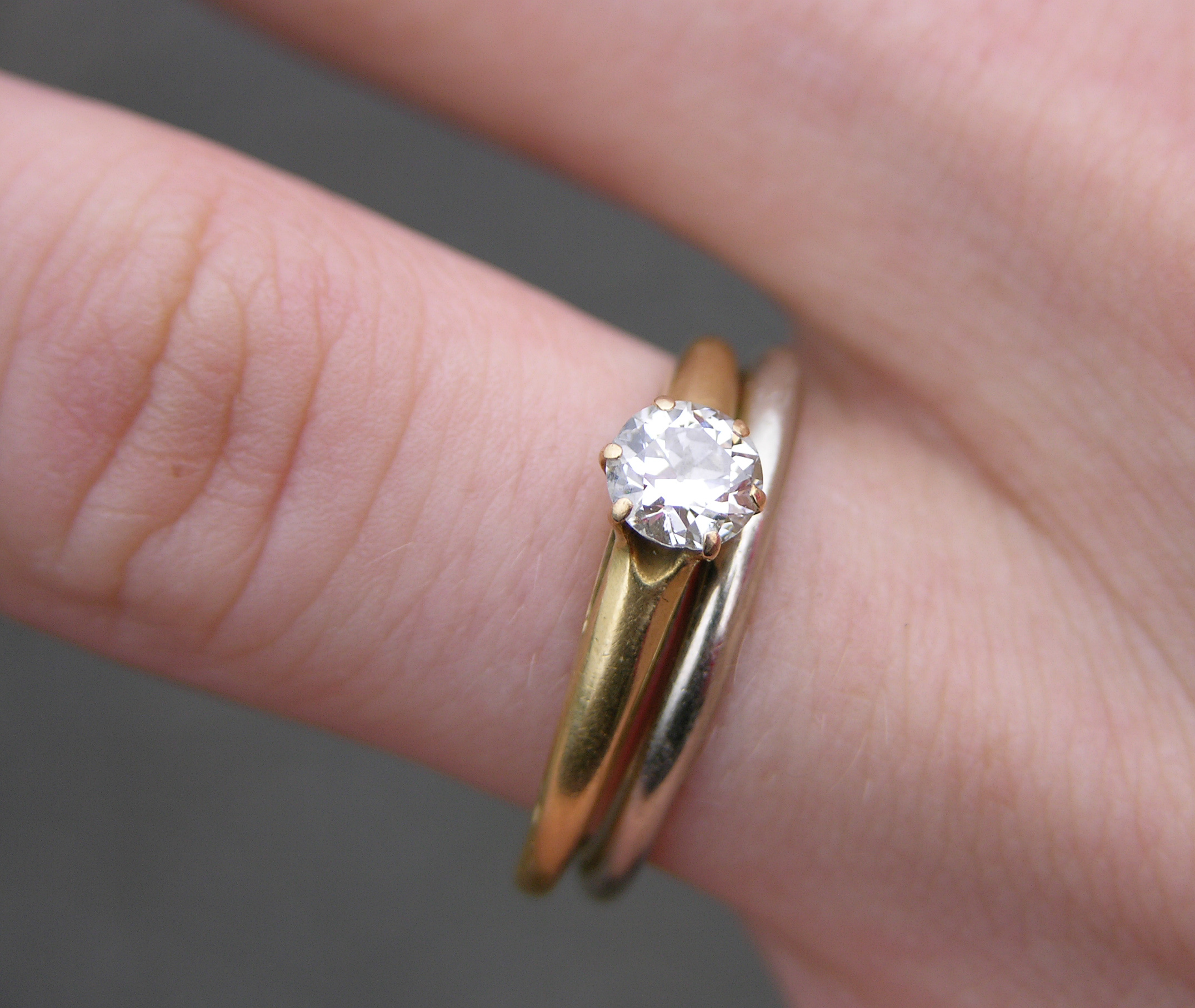
Золоте кільце з діамантом і родійоване кільце з білого золота

Родій у кілька разів дорожчий за золото, і складний в обробці, тому безпосередньо з нього ювелірних прикрас не виготовляють, проте його використовують для гальванічного покриття виробів зі срібла і золота для збільшення їх довговічності. Цей процес називають родіюванням. На родії менш помітні подряпини, і його блиск не тьмяніє з часом. Вироби з білого золота (сплаву золота з нікелем або паладієм) частіше родіюють, щоб приховати жовтий відтінок. Родієве покриття стирається за 5-10 років. Товщина шару родію що наноситься становить від 0,1 до 1 мікрона в залежності від зношуваності виробу (менше для сережок, більше для перснів).
Окрім захисних властивостей, родій також оберігає від прояву алергічних реакцій на домішки у золоті та сріблі, оскільки належить до гіпоалергенних металів. Для цього прикрасу покривають родієм локально (аби певна частина тіла уникала контакту з прикрасою) або цілком.

### Вимірювальні прилади
Термопари з родію і платини можуть використовуватися для вимірювання температури до 1750 °C, а з родію й іридію — до 2000°C. Залізо-родієвий сплав використовують у термометрах опору, що вимірюють низькі температури (до 1,4 К).
Родієве покриття використовують у приладах, що вимірюють механічні властивості рідин, які спричиняють корозію (наприклад, кислот).
Родій використовується як робоче тіло в автономних детекторах теплових нейтронів, що використовуються у ядерних реакторах.

### Інше
Додавання родію в платину значно покращує її механічні властивості: збільшує міцність, стійкість до корозії і окиснення при високих температурах, температуру плавлення. Такі сплави використовуються для виготовлення лабораторного обладнання, особливо такого, що працює за високих температур, або такого, що нагрівається струмом (через більш високий питомий опір).
Десятивідсотковий сплав родію з платиною використовується для виготовлення свічок розжарювання у турбінах літаків, оскільки такі свічки працюють в умовах одночасного високого термічного, механічного і хімічного навантаження.
Родій використовується для покриття електроконтактів через його стійкість до електрокорозії, відсутність перехідного опору, механічну міцність (важливо для ковзних контактів).
Родій використовується як покриття для стоматологічних дзеркал, а також дзеркал для потреб лазерних технологій. Такі дзеркала не тьмяніють з часом, і їхні властивості мало залежать від температури.
Хлорид родію має антивірусну дію, а деякі його сполуки мають антиканцерогенні властивості.

## Біологічна роль і вплив на здоров'я
Кількість родію, з якою людина контактує протягом життя вкрай мала (концентрація родію у крові людини — менше 0,4 нанограм/л), тому його впливу на здоров'я наразі не виявлено, хоча очікується, що у значних концентраціях він може мати негативний вплив на здоров'я. Родій є токсичним для деяких видів бактерій. Тварини, які отримували ін'єкцію трихлориду родію ставали в'ялими, і іноді впадали в летаргію. Розчин солей родію при потраплянні в очі викликає легке подразнення. Деякі сполуки родію селективно зв'язуються з окремими лініями ракових клітин, що може бути використане для терапії відповідних форм раку.